# Негели, Ганс Георг
Ганс Гео́рг Не́гели (нем. Hans Georg Nägeli; 26 мая 1773, Ветцикон — 26 декабря 1836, Цюрих) — швейцарский композитор, музыкальный педагог и издатель.
Известен, главным образом, как основатель (1794) музыкального магазина и издательства в Цюрихе, специализировавшихся на выпуске клавирной литературы. Наибольшей популярностью пользовалась выходившая с 1803 года серия «Репертуар клавесинистов» (фр. Répertoire des Clavecinistes), в которой впервые вышли многие произведения Муцио Клементи, Иоганна Баптиста Крамера, Людвига ван Бетховена. Ранее, в 1801 г., Негели был одним из трёх издателей, которые практически одновременно выпустили в свет первое издание «Хорошо темперированного клавира» Иоганна Себастьяна Баха.
В 1805 г. основал Цюрихский песенный институт (нем. Zürcherisches Singinstitut) — смешанный хор, к которому затем прибавились мужской и детский. Увлечённый педагогическими идеями Песталоцци, Негели выпустил целый ряд педагогических пособий для хора, построенных в соответствии с этими идеями: «Обучение пению на основании методов Песталоцци» (нем. Gesangsbildungslehre nach Pestalozzischen Grundsätzen; 1810), «Обучение пению для мужского хора» (нем. Gesangbildungslehre für den Männerchor; 1817), «Школа хорового пения» (нем. Chorgesangschule; 1821), «Практическая школа пения для женского хора» (нем. Praktische Gesangsschule für den weiblichen Chorgesang; 1832) и др.
Почётный доктор Боннского университета (1833).